# Ange de Baets
Angelus (Ange) de Baets (24 november 1793 in Evergem - 24 april 1855 in Gent ) was een Vlaamse kunstschilder.

## Levensloop
Hij werd geboren als 4de kind van Joannes de Baets (uit Kluizen) en Johanna Judoca Vereecke (uit Ertvelde).
Hij kreeg zijn eerste schilderlessen van zijn vader en studeerde daarna aan de Koninklijke Academie van Teeken-, Schilder-, Beeldhouw- en Bouwkunst van Gent, waar zijn broer architect Joannes Baptiste les gaf . 
In 1820 kreeg hij in deze Academie twee kleine zilveren prijspenningen: voor "Architectuur Perspectief tekenen" en voor het ontwerp van een (nooit gerealiseerd) "Architectuur Monument" ter ere van  de Gentse architect Jean Baptist Pisson.
Later werd Ange zelf professor van Tekenen en Doorzichtkunde aan de Gentse Academie.
Hij maakte een groot aantal schilderijen en tekeningen, meestal interieurs van kerken en stadsgezichten van Gent en omstreken. Menselijke figuren waren niet zijn specialiteit en die liet hij meestal schilderen door Pieter Meunynck.
Hij stierf in Gent op 61-jarige leeftijd in zijn woning in de Peperstraat, zijn echtgenote Maria Bernardina Van der Haeghen overleefde hem.

## Enkele werken
- Binnengezicht op het Lavatorium van de Sint-Baafsabdij (Stadsmuseum Gent).
- Bloemen-en plantententoonstelling in het Casino van Gent.
- De bisschopswijding van Mgr Lodewijk Jozef Delebecque in de Sint-Baafskathedraal (Universiteitsbibliotheek Gent).
- De Bekering van de Heilige Hubertus (Sint-Ghislenuskerk (Waarschoot)).
- De rotunda van de Aula Academica Gent (Universiteitsbibliotheek Gent).
- Gezicht vanuit het westen op de ruïnes van de Sint-Baafsabdij (Stadsmuseum Gent).
- Het peristilium van de Aula Academica Gent (Universiteitsbibliotheek Gent).
- Interieur van de Sint-Baafskathedraal in Gent (Koninklijke Musea voor Schone Kunsten van België).
- Interieur van de Onze-Lieve-Vrouw-Sint-Pieterskerk (in de kerk zelf te Gent).
- Interieur van de Onze-Lieve-Vrouw-Sint-Pieterskerk in Gent (Museum voor Schone Kunsten (Gent)).
- Interieur van de Sint-Michielskerk (Gent).
- Interieur van de Dominikanenkerk (Gent).
- Interieur van de Sint-Christoffelkerk (Evergem).
- Interieur van een Kathedraal met figuren.
- Koor van de Sint-Baafskathedraal in Gent.

- RKD-Nederlands Instituut voor Kunstgeschiedenis: 20319
- Union List of Artist Names: 500027294
- Virtual International Authority File: 95850152